# Smicridea decora
Smicridea decora är en nattsländeart som först beskrevs av Navás 1930.  Smicridea decora ingår i släktet Smicridea och familjen ryssjenattsländor. Inga underarter finns listade i Catalogue of Life.